# Жлогар, Антон
Антон Жлогар (словен. Anton Žlogar; 24 ноября 1977, Изола, СФРЮ) — словенский футболист, защитник, тренер. Участник Евро-2000 в составе сборной Словении.

## Клубная карьера
Свою футбольную карьеру Антон начал в команде из своего родного города — «Изола», за которую выступал на протяжении трёх сезонов. В 1996 году перешёл в «Приморье», в составе которого стал серебряным призёром Словении в 1997 году. Всего за «Приморье» Жлогар провёл 66 матчей и забил 24 мяча. В 1998 году игрок перешёл в «Горицу», в составе которой дважды становился серебряным призёром (1999, 2000), а также выиграл Кубок Словении в 2001. В том же году перешёл в «Олимпию» из Любляны. В составе нового клуба в 2004 году снова стал обладателем серебряной медали словенского первенства и выиграл Кубок Словении в 2003 году. Всего за «Олимпию» Антон провёл 99 матчей и забил 33 мяча. В 2004 году за 200 тысяч евро Жлогар перешёл в кипрский клуб «Эносис». Однако выступал там без особого успеха и в 2006 году перешёл в «Анортосис». За два сезона выступления за «Анортосис» Антон стал чемпионом Кипра (2008), обладателем Кубка Кипра (2007) и Суперкубка Кипра (2007). В 2008 году игрок перешёл в «Омония», в составе которой выиграл чемпионат в 2010. С 2010 года Жлогар выступает за клуб «Алки».

## Международная карьера
В сборной Словении дебютировал 25 марта 1998 года в матче против сборной Польши. Первый гол за сборную забил 3 сентября 2005 года в домашнем матче против сборной Норвегии. Всего за сборную провёл 37 игр.

## Достижения
«Приморье»
- Серебряный призёр Словении (1): 1997
- Финалист Кубка Словении (2): 1997, 1998

«Горица»
- Серебряный призёр Словении (2): 1999, 2000
- Обладатель Кубка Словении (1): 2001

«Олимпия»
- Серебряный призёр Словении (1): 2004
- Обладатель Кубка Словении (1): 2003

«Анортосис»
- Чемпион Кипра (1): 2008
- Обладатель Кубка Кипра (1): 2007
- Обладатель Суперкубка Кипра (1): 2007

«Омония»
- Чемпион Кипра (1): 2010